# Universitatea din Heidelberg
Ruprecht-Karls-Universität Heidelberg (Universitatea din Heidelberg, Ruperto Carola) este o universitate publică de cercetare cu sediul în Heidelberg, Baden-Württemberg, Germania.
Fondată în 1386 de către principe elector Ruprecht I, este cea mai veche universitate din Germania și a fost a treia universitate fondată în Sfântul Imperiu Roman. Heidelberg este o instituție coeducațională din anul 1900.
Astăzi, universitatea constă din treisprezece facultăți și oferă programe de studii la nivel de licență, master și post-doctorale în aproximativ 100 de discipline. Aceasta este o Universitate germană de excelență, precum și membră fondatoare a Ligii universităților europene de cercetare și a Grupului Coimbra.